# SIC Mulher
SIC Mulher fue el cuarto canal temático de SIC en ser lanzado, siendo especialmente diseñado para la televisión por cable. Sus emisiones comenzaron el día 8 de marzo de 2003, Día Internacional de la Mujer.
A pesar de que su público objetivo son las mujeres, transmite programas con interés para ambos sexos, No obstante, en los primeros años de emisión su principal objetivo era la difusión de una programación destinada a la mujer que no se pueda ver en ninguno de los demás canales disponibles en el panorama televisivo portugués actual de entonces. Su parrilla se completa con magazines, talk-shows y películas que cubren temas orientados a su audiencia objetivo.
Su mercado objetivo ha cambiado con el tiempo y a partir de los años 2020 SIC Mulher ha pasado a emitir, por ejemplo, telenovelas turcas con doblaje en español latinoamericano y, naturalmente, con subtítulos en portugués. Hasta entonces, SIC Mulher solo había emitido una telenovela, la portuguesa Jura, de SIC.

## Programación

### Producción Nacional
- Mundo das Mulheres
- Mais Mulher
- Faz Sentido
- Não Faz Sentido
- Querido, Mudei a Casa
- Entre Nós
- Amor Sem Limites
- Chakall & Pulga
- Dias com Mafalda
- Combinações Improváveis

### Ficción Nacional
SIC Mulher transmitió las siguientes reposiciones de séries o novelas de SIC:
- Médico de Familia
- Jura
- O Bairro da Fonte
- Querido Professor

### Programas Internacionales
- The Oprah Winfrey Show
- The Biggest Loser
- Ellen
- The Tyra Banks Show
- Video Fashion Daily
- Style By Jury
- Dr.Oz
- Rachel Zoe Project
- Dr.Phil
- Extreme Makeover (Reconstrução Total) - (En emisión)
- Re-Vamped (Começar de Novo)
- Masterchef

### Eventos
- Rock In Rio Lisboa
- Gala Mulher Activa

## Organización

### Dirección
- Dirección general: Luís Marques
- Directora de gestión y desarrollo de contenidos: Júlia Pinheiro
- Directora de producción: Gabriela Sobral
- Director de canales temáticos de SIC: Pedro Boucherie Mendes
- Directora del canal SIC Mulher: Sofia Carvalho

### Antiguos presentadores
- Sofia Carvalho
- Gustavo Santos
- Rita Ferro Rodrigues
- Ana Rita Clara
- Adelaide de Sousa
- Maria do Céu Santo
- Marta Crawford
- Raquel Strada